# 科普蘭 (愛達荷州)
科普蘭（英語：Copeland）是位於美國愛達荷州邦德里縣的一個非建制地區。

## 地理
科普蘭的座標為48°54′08″N 116°23′20″W / 48.90222°N 116.38889°W，而該地的平均海拔高度為546米（即1791英尺）。